# Кейп, Джек
Джон Фи́ллипс Кейп (англ. John Phillips Cape; 16 ноября 1911 — 6 июня 1994), более известный как Джек Кейп или Джеки Кейп — английский футболист, выступавший на позиции правого крайнего нападающего.

## Футбольная карьера
Начал карьеру в клубе «Пенрит». С 1929 по 1930 годы выступал за «Карлайл Юнайтед». В 1930 году стал игроком «Ньюкасл Юнайтед». Дебютировал за «Ньюкасл» 18 января 1930 года в матче против «Лестер Сити». 3 сентября 1930 года забил единственный гол в матче против «Челси» — этот матч до сих пор является рекордным по количеству зрителей на «Сент-Джеймс Парк» (68 386 человек). Всего провёл за клуб 53 матча и забил 20 мячей.
В январе 1934 года перешёл в «Манчестер Юнайтед». Дебютировал за клуб 27 января 1934 года в игре против «Брентфорда». Выступал за клуб до 1937 года, сыграв 60 матчей и забив 18 мячей.
В июне 1937 года перешёл в лондонский клуб «Куинз Парк Рейнджерс». Провёл в команде два сезона, сыграв 61 матч и забив 12 мячей. Впоследствии выступал за «Скарборо», а также за «Карлайл Юнайтед» в качестве гостевого игрока в военное время.